# 草葉集
《草葉集》（英語：Leaves of Grass）是美國詩人華特·惠特曼於1855年出版的詩集。收錄《自我之歌》、《我歌唱帶電的肉體》、《走出永遠搖晃的搖籃》等作品，以及惠特曼寫予遇刺的美國總統亞伯拉罕·林肯的輓歌《當去年的紫丁香在庭前綻放》。惠特曼費盡其一生著成《草葉集》，在數個版本中不斷修訂之直至辭世。

## 外部連結
- 珍稀蠟板版本 (1890)
- 惠特曼檔案 — 內含惠特曼畢生出版之《草葉集》的所有版本，包括文本與內頁照片。
- LeavesOfGrass.org （页面存档备份，存于）
- 《草葉集 （页面存档备份，存于）》於古騰堡計劃
- 有聲書 （页面存档备份，存于） — 《草葉集》完整未刪、屬公有領域、Librivox有聲版本 (1891年版本)
- （中文） 草叶集 （页面存档备份，存于）